# Daniel Martin (wielrenner)
Daniel Martin (Birmingham, 20 augustus 1986) is een Iers voormalig wielrenner. Hij heeft sinds 2006 de Ierse nationaliteit.

## Biografie
Martin is de zoon van ex-wielrenner Neil Martin en van Maria Roche, de zus van oud-tourwinnaar Stephen Roche.
Nadat hij in 2004 Andrew Hill en Ian Stannard geklopt had in de strijd om de nationale titel op de weg van Groot-Brittannië bij de junioren, besloot hij vanaf 2006 de Ierse nationaliteit aan te nemen. Vanaf dat jaar sloot de 20-jarige Martin zich ook aan bij het Franse wielerteam Vélo Club La Pomme Marseille. Hij maakte er indruk door onmiddellijk goed te presteren, hij won een rit in de Ronde van de Aostavallei en in de eindklassering moest hij enkel Alessandro Bisolti laten voorgaan. Het daaropvolgende seizoen werkte hij ook af in Franse loondienst. Hij won dat seizoen een rit en het eindklassement in de Tour des Pays de Savoie en hij wist weer een rit te winnen in de Ronde van de Aostavallei.
Door deze goede resultaten werd Martin door het Amerikaanse Team Slipstream gecontracteerd voor een stage. Hij zou er vanaf 2008 een vast contract krijgen. In zijn eerste 2 seizoenen bij de ploeg tastte hij vooral zijn mogelijkheden af. Hij behaalde enkele mooie resultaten, zo werd hij in 2008 meteen Iers kampioen op de weg, en werd hij in 2009 2de in de Ronde van Catalonië en 8ste in de Ronde van Lombardije.
In 2010 maakte de wielerwereld voor het eerst echt kennis met de toen nog altijd maar 24-jarige Ier. Hij won dat jaar de 5de rit in de Ronde van Polen en het eindklassement van diezelfde ronde met 8 seconden voorsprong op Grega Bole. Het daaropvolgende seizoen bracht Martin wederom een ritzege in de Ronde van Polen, maar in de strijd om de eindzege moest hij Peter Sagan met 8 seconden laten voorgaan. Hierna volgde de Vuelta, waar hij uitstekend reed. Hij won de 9e rit, een zware bergrit met aankomst in La Covatilla. In de spurt van de kopgroep klopte hij toen Bauke Mollema. In het eindklassement zou hij uiteindelijk als 13de eindigen op ruim 7 minuten van Juan José Cobo Acebo. In de Ronde van Lombardije eindigde Martin als 2e, waarmee hij bewees dat hij ook een klassiek renner is. In 2012 zette hij alles op de Tour, hij kon echter niet overtuigen en eindigde ietwat teleurstellend als 35e.
2013 begon uitstekend voor Martin. Als voorbereiding op de klassiekers reed hij de Ronde van Catalonië, hij won er de lastige vierde rit, dit was genoeg om de eindzege veilig te stellen. Tijdens de Waalse Pijl zat hij tijdens de slotklim wat ingesloten, hij slaagde er echter nog in een vierde plek uit de brand te slepen. Hierna volgde Luik-Bastenaken-Luik. Hij startte er als kopman en reed de hele dag alert voorin. Toen Joaquim Rodríguez in de slotfase wegreed, was Martin de enige die hem trachtte terug te halen, hij slaagde hier in en vlak voor de laatste bocht plaatste hij zijn ultieme versnelling, dit was genoeg om zijn eerste klassieker binnen te halen. Later dat seizoen bleek hij tijdens de Tour uitgeteld voor het eindklassement; Martin ging dan maar op zoek naar een ritzege, wat hem lukte met het winnen van de negende rit.
De overwinning in de honderdste editie van Luik-Bastenaken-Luik ging aan zijn neus voorbij toen hij bij de achtervolging op de ontsnapte Giampaolo Caruso in de laatste bocht onderuit ging. Ook tijdens de Ronde van Italië van 2014 kwam Martin ten val. Hij moest als kopman al tijdens de openingsrit, een ploegentijdrit, opgeven nadat hij hard onderuit ging. Wel haalde Martin in 2014 zijn tweede wielermonument binnen door de Ronde van Lombardije te winnen.
In de wegwedstrijd op de Olympische Spelen in Rio de Janeiro werd Martin dertiende, op bijna drie minuten van winnaar Greg Van Avermaet.
Op 4 september 2021 kondigt Martin aan te zullen stoppen met het professionele wielrennen na het seizoen 2021.

## Palmares

### Overwinningen
2004
Brits kampioen op de weg, Junioren
2006
6e etappe Ronde van de Aostavallei
2007
3e etappe Tour des Pays de Savoie
Eindklassement Tour des Pays de Savoie
2e etappe Ronde van de Aostavallei
2008
Eindklassement Route du Sud
Iers kampioen op de weg, Elite
2010
5e etappe Ronde van Polen
Eindklassement Ronde van Polen
Ronde van de Drie Valleien
Japan Cup
2011
Ronde van Toscane
6e etappe Ronde van Polen
9e etappe Ronde van Spanje
2013
4e etappe Ronde van Catalonië
Eindklassement Ronde van Catalonië
Luik-Bastenaken-Luik
9e etappe Ronde van Frankrijk
2014
Ronde van Lombardije
4e etappe Ronde van Peking
2016
2e etappe Ronde van Valencia
3e etappe Ronde van Catalonië
2017
2e etappe Ronde van de Algarve
2018
5e etappe Critérium du Dauphiné
6e etappe Ronde van Frankrijk
2020
3e etappe Ronde van Spanje
2021
17e etappe Ronde van Italië

## Resultaten in voornaamste wedstrijden
| Jaar | Ronde van Italië | Ronde van Frankrijk | Ronde van Spanje |
| ---- | ---------------- | ------------------- | ---------------- |
| 2008 |                  |                     |                  |
| 2009 |                  |                     | 53e              |
| 2010 | 57e              |                     |                  |
| 2011 |                  |                     | 13e (1)          |
| 2012 |                  | 35e                 |                  |
| 2013 |                  | 33e (1)             | opgave           |
| 2014 | opgave           |                     | 7e               |
| 2015 |                  | 39e                 | opgave           |
| 2016 |                  | 9e                  |                  |
| 2017 |                  | 6e                  |                  |
| 2018 |                  | 8e (1)              | opgave           |
| 2019 |                  | 18e                 |                  |
| 2020 |                  | 41e                 | 4e (1)           |
| 2021 | 10e (1)          | 40e                 |                  |

| Jaar | Amstel Gold Race | Luik-Bast.‑Luik | Ronde van Lombardije | Waalse Pijl | Clásica San Sebastián | Bretagne Classic |  | WK op de weg |  | Wereldranglijsten |
| ---- | ---------------- | --------------- | -------------------- | ----------- | --------------------- | ---------------- |  | ------------ |  | ----------------- |
| 2008 |                  | 118e            |                      | 109e        |                       |                  |  | 58e          |  |                   |
| 2009 | opgave           | 99e             | 8e                   | 56e         |                       | 5e               |  | 68e          |  | 35e (UWK)         |
| 2010 |                  | 58e             | opgave               | 17e         |                       | 64e              |  |              |  | 49e (UWK)         |
| 2011 |                  | opgave          | ↑                    | opgave      |                       |                  |  | 90e          |  | 8e (UWT)          |
| 2012 | 75e              | 5e              | 16e                  | 6e          | 18e                   | 81e              |  | 33e          |  | 16e (UWT)         |
| 2013 | opgave           | ↑               | 4e                   | 4e          |                       |                  |  | opgave       |  | 6e (UWT)          |
| 2014 | opgave           | 39e             | ↑                    | ↑           | 25e                   |                  |  | 84e          |  | 9e (UWT)          |
| 2015 | 15e              | opgave          | 52e                  | opgave      | 7e                    |                  |  |              |  | 51e (UWT)         |
| 2016 |                  | 47e             | 48e                  | ↑           | 12e                   |                  |  |              |  | 10e (UWT)         |
| 2017 | opgave           | ↑               | 36e                  | ↑           |                       |                  |  | 26e          |  | 8e (UWT)          |
| 2018 | opgave           | 18e             | 9e                   | 61e         | 12e                   |                  |  | opgave       |  | 32e (UWT)         |
| 2019 |                  | opgave          | 18e                  | opgave      | 32e                   |                  |  | opgave       |  | 88e (UWR)         |
| 2020 |                  | 11e             |                      | 5e          |                       |                  |  |              |  | 29e (UWR)         |
| 2021 |                  |                 | 38e                  |             |                       | 40e              |  |              |  |                   |

### Resultaten in kleinere rondes
| Jaar | Parijs-Nice | Tirreno-Adriatico | Ronde van Catalonië | Ronde van het Baskenland | Ronde van Romandië | Critérium du Dauphiné | Ronde van Zwitserland | Ronde van Polen | Ronde van Peking |
| ---- | ----------- | ----------------- | ------------------- | ------------------------ | ------------------ | --------------------- | --------------------- | --------------- | ---------------- |
| 2008 |             |                   | 24e                 |                          |                    |                       |                       |                 |                  |
| 2009 | opgave      |                   | ↑                   |                          | 58e                | 32e                   |                       | opgave          |                  |
| 2010 | 70e         |                   |                     | 14e                      |                    |                       |                       | ↑ (1)           |                  |
| 2011 |             |                   | ↑                   | opgave                   |                    | 33e                   |                       | ↑ (1)           |                  |
| 2012 |             |                   | 4e                  | opgave                   | 14e                | 106e                  |                       |                 | 4e               |
| 2013 |             | 20e               | ↑ (1)               |                          |                    |                       | 8e                    |                 | ↑                |
| 2014 |             | 55e               | 18e                 |                          |                    |                       |                       |                 | ↑ (1)            |
| 2015 |             | 25e               | 10e                 |                          | 104e               | 7e                    |                       |                 |                  |
| 2016 |             |                   | ↑ (1)               | opgave                   |                    | ↑                     |                       |                 |                  |
| 2017 | ↑           |                   | 6e                  |                          |                    | ↑                     |                       |                 |                  |
| 2018 | opgave      |                   | 28e                 |                          | 10e                | 4e (1)                |                       |                 |                  |
| 2019 |             |                   | 23e                 | ↑                        |                    |                       |                       |                 |                  |
| 2020 |             |                   |                     |                          |                    | opgave                |                       |                 |                  |
| 2021 |             |                   | 25e                 |                          |                    |                       |                       |                 |                  |

(*) tussen haakjes aantal individuele etappe-overwinningen

## Ploegen
- 2007 –  Team Slipstream (stagiair vanaf 1 augustus)
- 2008 –  Team Garmin-Chipotle presented by H3O [a]
- 2009 –  Team Garmin-Slipstream
- 2010 –  Team Garmin-Transitions
- 2011 –  Team Garmin-Cervélo
- 2012 –  Garmin-Sharp [b]
- 2013 –  Garmin Sharp
- 2014 –  Garmin Sharp
- 2015 –  Team Cannondale-Garmin
- 2016 –  Etixx-Quick Step
- 2017 –  Quick-Step Floors
- 2018 –  UAE Team Emirates
- 2019 –  UAE Team Emirates
- 2020 –  Israel Start-Up Nation
- 2021 –  Israel Start-Up Nation

Wielerploegen van Dan Martin
Butterfield ·
Caldwell ·
Cozza ·
Creed · 
Donald ·
Duggan ·
Duijn ·
Euser ·
Friedman ·
Frischkorn ·
Howes ·
Huff ·
Johnson ·
Lange ·
Lewis ·
MacGregor ·
McCarty ·
Parisien ·
Pate ·
Patour ·
Peterson ·
Tolleson ·
Martin (stagiair) ·
Stetina (stagiair) 
Bäckstedt ·
Caldwell ·
Cozza ·
Danielson · 
Dean ·
Donald ·
Duggan ·
Duijn ·
Euser ·
Farrar ·
Friedman ·
Frischkorn ·
Hesjedal ·
Holloway ·
Laurent ·
Lowe ·
Maaskant ·
Martin ·
McCarty ·
Millar · 
Pate ·
Patour ·
Peterson ·
Sutton ·
Vande Velde ·
Zabriskie
Caldwell ·
Cozza ·
Danielson · 
Dean ·
Dekkers ·
Donald ·
Duggan ·
Duijn ·
Euser ·
Farrar ·
Friedman ·
Frischkorn (tot 30/09) ·
Hesjedal ·
Lowe ·
Maaskant ·
Martin ·
Meier ·
Meyer ·
Millar · 
Pate ·
Patour ·
Peterson ·
Sutton ·
Tuft ·
Vande Velde ·
van der Velde ·
Wiggins ·
Zabriskie ·
Howes (stagiair)
Bobridge ·
Carlsen ·
Cozza ·
Danielson · 
Dean ·
Duggan ·
Farrar ·
Fischer ·
Hesjedal ·
Hunter ·
Kessiakoff ·
M. Kreder ·
Lowe ·
Maaskant ·
Martin ·
Meier ·
C. Meyer ·
T. Meyer ·
Millar · 
Pate ·
Peterson ·
Stetina ·
Tuft ·
Vande Velde ·
van der Velde ·
Vansummeren ·
Wilson ·
Zabriskie ·
Fairly (stagiair) ·
R. Kreder (stagiair) ·
Talansky (stagiair)
Bobridge ·
Danielson · 
Dean ·
Farrar ·
Fischer ·
Hammond ·
Haussler ·
Hesjedal ·
Hushovd  ·
Klier ·
Kreder ·
Lancaster ·
Le Mével ·
Lloyd ·
Maaskant ·
Martin ·
C. Meyer ·
T. Meyer ·
Millar · 
Navardauskas ·
Peterson ·
Rasch ·
Stetina ·
Talansky ·
Vande Velde ·
Vanmarcke ·
Vansummeren ·
Wilson ·
Zabriskie ·
Summerhill (stagiair) 
Bauer ·
Danielson · 
Dekker ·
Farrar ·
Fernández ·
Fischer ·
Haas ·
Haussler ·
Hesjedal ·
Howes ·
Hunter ·
Klier ·
M. Kreder ·
R. Kreder ·
Le Mével ·
Maaskant ·
Martin ·
Millar · 
Navardauskas ·
Peterson ·
Rasmussen (tot 31/07) ·
Rathe ·
Rosseler ·
Stetina ·
Talansky ·
Vande Velde ·
Vanmarcke ·
Vansummeren ·
Wegmann ·
Zabriskie ·
Morton (stagiair) ·
Scully (stagiair) ·
Von Hoff (stagiair) 
Bauer ·
Danielson · 
Dekker ·
Dennis ·
Fairly ·
Farrar ·
Fernández ·
Haas ·
Hesjedal ·
Howes ·
Hunter ·
Klier (tot 13/05) ·
M. Kreder ·
R. Kreder ·
Maaskant ·
Martin ·
Millar · 
Morton ·
Navardauskas ·
Nuyens ·
Rasmussen ·
Rathe ·
Rosseler ·
Stetina ·
Talansky ·
Vande Velde ·
Vansummeren ·
Von Hoff ·
Wegmann ·
Zabriskie ·
O'Shea (stagiair) 
Acevedo · van Baarle · Bauer · Brown · Cardoso · Danielson · Dekker · Dennis · Fairly · Farrar · Fernández · Gaimon · Haas · Hansen · Hesjedal · Howes · King · Kreder · Langeveld · Martin · Millar · Morton · Navardauskas · Nuyens · Slagter · Talansky · Vansummeren · Von Hoff · Wegmann · Girdlestone (stagiair) · Mannion (stagiair)
Acevedo · van Baarle · Bauer · Bettiol · Brown · Cardoso · Danielson · Dombrowski · Formolo · Haas · Hesjedal · Howes · T.King · B.King · Koren · Langeveld · Marangoni · Martin · Mohorič · Moser · Navardauskas · Norman Hansen · Skjerping · Slagter · Talansky · Villella · Zepuntke · Bovenhuis (stagiair) · Mullen (stagiair)
Alaphilippe · Boonen · Bouet · Brambilla · Contreras · de la Cruz · De Plus · Gaviria · Jungels · Keisse · Kittel · Lampaert · Maes · D. Martin · T. Martin   · Martinelli · Meersman · Richeze · Sabatini · Serry · Štybar · Terpstra · Trentin · Vakoč · Vandenbergh · Van Keirsbulck · Velits · Vermote · Verona · Wiśniowski · Costa (stagiair) · García (stagiair) · Sisr (stagiair)
Alaphilippe · Bauer · Boonen (tot 09/04) · Brambilla · Capecchi · Cavagna · de la Cruz · De Plus · Declercq · Devenyns · Gaviria · Gilbert · Jungels · Keisse · Kittel · Lampaert · Martin · Martinelli · Mas · Richeze · Sabatini · Schachmann · Serry · Štybar · Terpstra · Trentin · Vakoč · Velits · Vermote · Hodeg (stagiair) · Kasperkiewicz (stagiair)
Aït el Abdia · Aru · Atapuma · Bono · Bystrøm · Consonni · Conti · Costa · Đurasek · Ferrari · Ganna · Kristoff  · Laengen · Marcato · Martin · Mirza · Mori · Niemiec · Petilli · Polanc · Ravasi · Raboesjenka · Sutherland · Swift · Troia  · Ulissi
Aru · Bohli · Bystrøm · Consonni · Conti · Costa · Đurasek · Ferrari · Gaviria · Henao · Kristoff · Laengen · Marcato · Martin · Mirza · Molano · Mori · Muñoz · I. Oliveira · R. Oliveira · Petilli · Philipsen · Pogačar · Polanc · Ravasi · Raboesjenka · Sutherland · Troia  · Ulissi
Badilatti · Barbier · Biermans · Boivin · Brändle · Cataford · Cimolai · Dowsett · Einhorn · Goldstein · Greipel · Hermans · Hofstetter · Hollenstein · Martin · McCabe · Navarro · Neilands · Niv · Piccoli · Politt · Räim · Renard · Sagiv · Schelling · Sutherland · Vahtra · Van Asbroeck · Würtz Schmidt · Zabel
Barbier · Berwick · Bevin · Biermans · Boivin · Brändle · Cataford · Cimolai · De Marchi · Dowsett · Einhorn · Froome · Goldstein · Greipel · Hagen · Hermans · Hofstetter · Hollenstein · Impey · Jones vanaf 1 juli · Martin · Neilands · Niv · Piccoli · Renard · Sagiv · Vahtra · Van Asbroeck · Vanmarcke · Woods · Würtz Schmidt · Zabel